# Aulus Paconius Sabinus
Aulus Paconius Sabinus (* wohl vor 15; † nach 58) war ein römischer Politiker der neronischen Zeit und Suffektkonsul des Jahres 58.
Über Aulus Paconius Sabinus ist nur bekannt, dass er von Juli bis Dezember des Jahres 58 zusammen mit Aulus Petronius Lurco als nachgerückter Konsul amtierte.